# Конюхово
Ко́нюхово (каз. Конюхов) — село у складі району Магжана Жумабаєва Північноказахстанської області Казахстану. Адміністративний центр Конюховського сільського округу.
Населення — 315 осіб (2021; 468 у 2009, 812 у 1999, 1066 у 1989).
Національний склад станом на 1989 рік:
- росіяни — 100 %.